# Михаел Север Ванечај
Михаел Север Ванечај (мађ. Vanecsai Szever Mihály; умро око 1750. Самботел, Мађарска) је био словенски евангелистички свештеник у месту Ванеча (раније Vanecsa, касније већ Vaslak), који спада данашњој Словенији.
1742. године издао је књигу Réd zvelicsánsztvá (Скорашње спасење). Књига је писао на прекмурском наречју, појавао у Хали, у Немачко.